# John Lewis Thomas

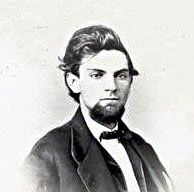
John Lewis Thomas

John Lewis Thomas (* 20. Mai 1835 in Baltimore, Maryland; † 15. Oktober 1893 ebenda) war ein US-amerikanischer Politiker. Zwischen 1865 und 1867 vertrat er den Bundesstaat Maryland im US-Repräsentantenhaus.

## Werdegang
John Thomas besuchte die öffentlichen Schulen seiner Heimat. Nach einem anschließenden Jurastudium und seiner 1856 erfolgten Zulassung als Rechtsanwalt begann er in Cumberland in diesem Beruf zu arbeiten. In den Jahren 1856 und 1857 war er juristischer Berater dieser Stadt. 1857 verlegte Thomas seine Kanzlei und seinen Wohnsitz nach Baltimore, wo er zwischen 1860 und 1862 städtischer Anwalt war. Von 1863 bis 1865 war er als Staatsanwalt tätig. Im Jahr 1863 nahm er als Delegierter an einem Verfassungskonvent seines Staates teil.
Nach dem Rücktritt des Abgeordneten Edwin Hanson Webster wurde Thomas bei der fälligen Nachwahl für den zweiten Sitz von Maryland als dessen Nachfolger in das US-Repräsentantenhaus in Washington, D.C. gewählt, wo er am 4. Dezember 1865 sein neues Mandat antrat. Bis zum 3. März 1867 beendete er die angebrochene Legislaturperiode im Kongress. Während dieser Zeit wurde er Mitglied der Republikanischen Partei. Im Jahr 1866 unterlag er bei der angestrebten Wiederwahl als deren Kandidat dem Demokraten Stevenson Archer. Seine Zeit im Kongress war von den Streitereien zwischen seiner neuen Partei und Präsident Andrew Johnson geprägt.
Zwischen 1869 und 1873 sowie nochmals von 1877 bis 1882 leitete Thomas die Zollbehörde im Hafen von Baltimore. Er starb am 15. Oktober 1893 in Baltimore, wo er auch beigesetzt wurde.